# Хилок (град)
Хило́к (на руски: Хилок) е град (от 1951 г.) в Забайкалски край, Русия, административен център на Хилокски район.
Населението му през 2017 година е 10 724 души.

## География

### Разположение
Хилок е разположен в Азиатска част на Русия, на брега на река Хилок. Намира се на 320 километра югозападно от столицата на Забайкалски край Чита.

### Климат
Климатът в Хилок е умереноконтинентален, граничещ със субарктичен. Зимите могат да бъдат много студени, а летата могат да бъдат много горещи. Средната годишна температура е −1,4 °C, а средната влажност е 64 %.

## История
Селището е основано през 1895 година като железопътна гара-селище.
На 9 януари 1929 г. селото е преобразувано в селище от градски тип, получава статут на град на 12 юли 1951 г.